# Ondrej Kovaľ
Ondrej Kovaľ (* 10. června 1979 Bratislava) je slovenský herec.

## Život
Jeho rodiče byli nadšení amatérští loutkáři, a tak měl k uměleckému prostoru blízko již od dětství. Vystudoval konzervatoř a bratislavskou VŠMU. Po absolutoriu získal angažmá v SND v Bratislavě, kde účinkuje například v představení O myších a lidech nebo Večer tříkrálový. Pochvalné kritiky za svůj výkon si vysloužil především v inscenaci Tančírna. V roce 2007 se stal jednou z hvězd slovenského televizního seriálu Rodinné tajomstvá.
Ondrej Koval si získává místo také v českém filmu. Po dramatické úloze ve filmu Ondřeje Trojana Želary (2003) se v Účastnících zájezdu (režie Jiří Vejdělek) objevuje v komediální poloze, kde má v roli hudebníka Maxe možnost využít své hudební nadání, které projevil již jako člen kapely Prievan.
Dne 22. února 2013 se mu v Brně narodila dcera Júlia, jejíž matkou je Slovenská herečka Zuzana Norisová. V roce 2021 se mu narodila dcera Liliana.

## Filmografie
- 1996 – Normálny cvok
- 2003 – Želary
- 2005 – V hodině rysa
- 2006 – Účastníci zájezdu
- 2010 – Občanský průkaz
- 2013 – Colette
- 2016 – Slíbená princezna
- 2018 – Milenky (seriál)
- 2021 – Šťastný nový rok 2: Dobro došli
- 2022 – Stand up
- 2023 – Tři zlaté dukáty
- 2024 – Miky

## Diskografie, kompilace (výběr)
- 2007 Veľkí herci spievajú deťom – Kniha s CD – Enigma, ISBN 978-80-969830-0-1 (na CD zpívají: Milan Lasica, Maroš Kramár, Marián Labuda ml., Boris Farkaš, Zuzana Kronerová, Ondrej Kovaľ, Zuzana Tlučková, Soňa Norisová, František Kovár, Helena Krajčiová)